# Соколов Андрій Костянтинович (художник)
Андрій Костянтинович Соколов (29 вересня 1931, Ленінград —16 березня 2007) — радянський і російський художник-фантаст (живописець, графік. Народний художник РРФСР (1982).

## Біографія
Народився 29 вересня 1931 року в Ленінграді. Батько художника Костянтин Михайлович Соколов був одним з керівників будівництва космодрому Байконур, Останкінської телевежі, автозаводу «ВАЗ».
Після закінчення МАрхІ у 1955 році А. К. Соколов працював за фахом, в тому числі в складі архітектурних груп з проєктування «закритих» спеціальних містечок.
З 1955 року учасник художніх виставок.
З дитинства любив фантастику і перші роботи в жанрі науково-фантастичного живопису він присвятив роману  Рея Бредбері «451 градус за Фаренгейтом».
Після запуску першого штучного супутника Землі в 1957 році усю творчість А. Соколова присвячено темі освоєння космосу — він перший в світі художник, який почав малювати відкритий космос, не виходячи з майстерні.
Малюнки темперою на картоні і полотні, написані маслом на полотні, відрізняє докладна пропис деталей конструкції космічних кораблів, пейзажів, космічних явищ. Деякі його полотна являють собою ніби серіали: етапи будівництва космічної станції, висадка на Місяці, Марсі, Венері, супутниках планет.
Починаючи з 1965 року співавтором А. Соколова став космонавт  Олексій Леонов.
У 1990-х роках А. Соколов бере участь у спільній роботі з американським художником Робертом Макколлом.
Творчість А. Соколова вплинуло на роботу інших діячів науки і культури. Під впливом його картини «Ліфт до космосу» знаменитий фантаст Артур Кларк написав книгу «Фонтани раю». Розповідь «П'ять картин» Іван Єфремов присвятив Соколову. Астронавт Едвін Олдрін, який відвідав в 1969 року Місяць («Аполлон» — 11), мріяв познайомитися з роботами Соколова.
Помер 16 березня 2007 року.
Полотна Соколова виставлялися в Смітсонівському інституті (США), в Дрезденській галереї, в музеях Берліна, Токіо, Мінська, багатьох міст Росії.

## Особисте життя
- Дружина — Ніна Пилипівна Лапунова, актриса, мистецтвознавець, автор статей і монографій про художників XIX століття і сучасності.

## Нагороди та премії

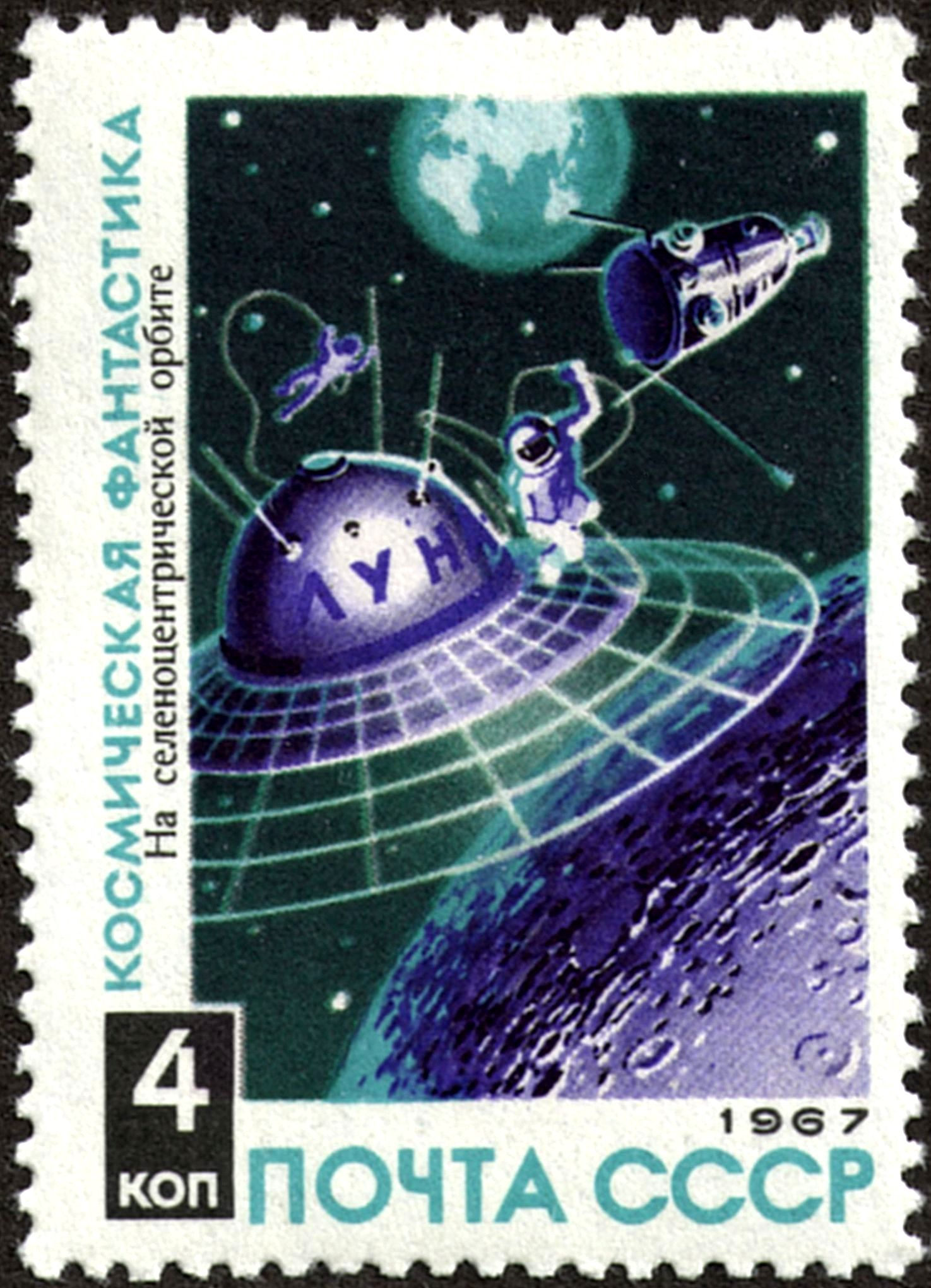
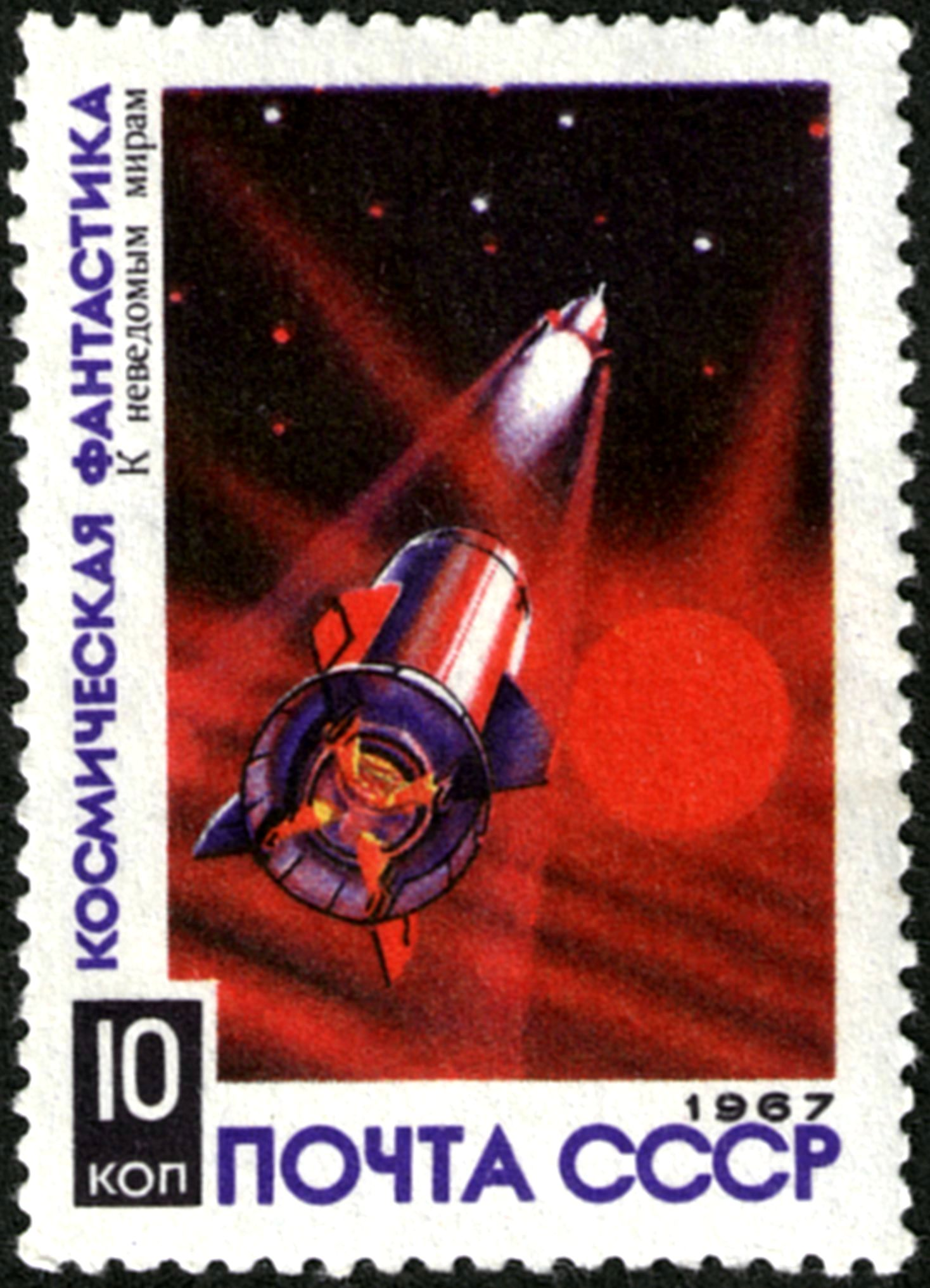
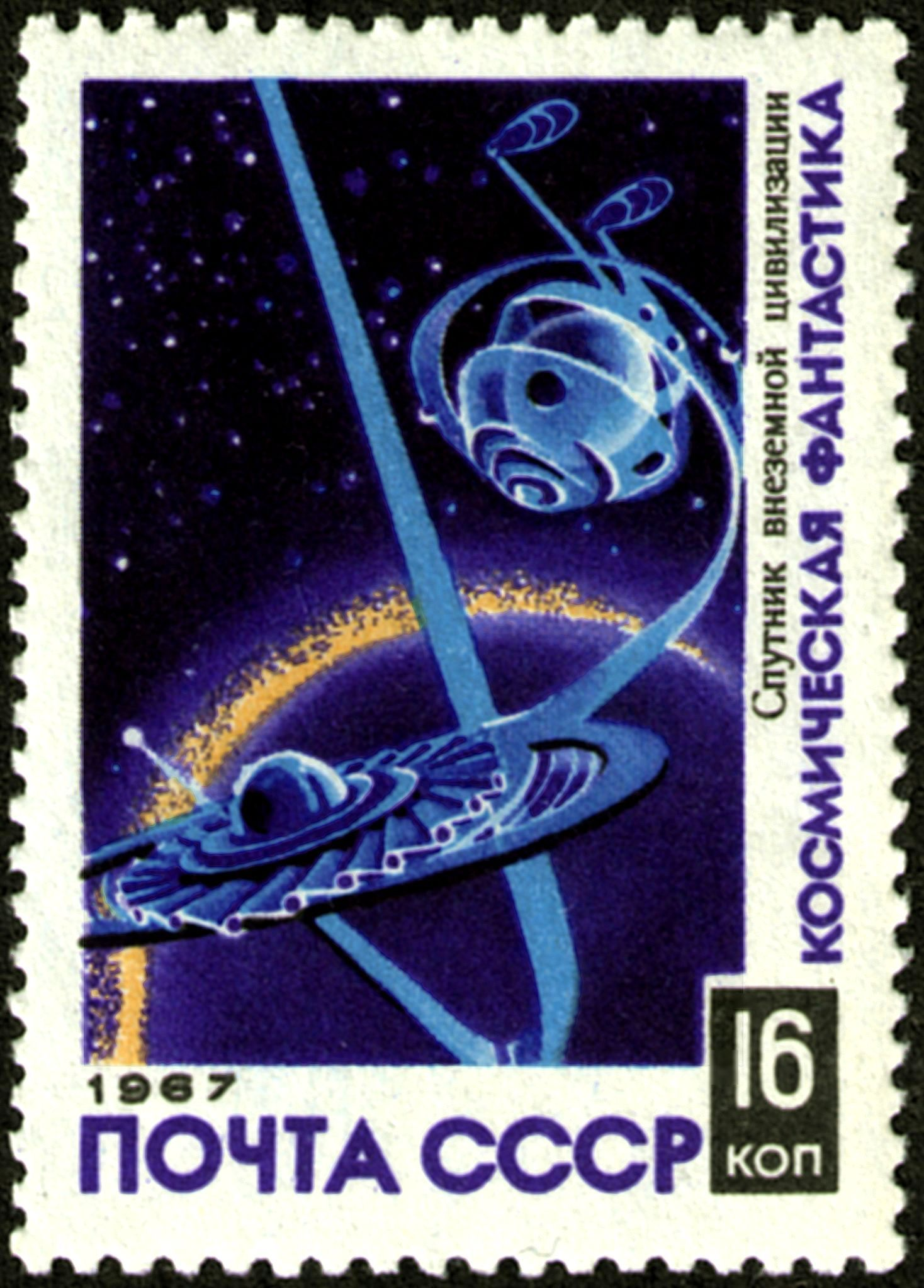

- Народний художник РРФСР (1982).
- Премія Ленінського комсомолу (1979) — за книгу-альбом «Людина і всесвіт» (спільно з А. А. Леоновим).
- Золоті медалі імені С. П. Корольова та Ю. А. Гагаріна.